# روزی روزگاری در هالیوود
روزی روزگاری در هالیوود (به انگلیسی: Once Upon a Time in Hollywood) فیلمی آمریکایی در ژانر کمدی-درام به نویسندگی و کارگردانی کوئنتین تارانتینو است که در سال ۲۰۱۹ اکران شد. لئوناردو دی‌کاپریو، برد پیت و مارگو رابی ستارگان فیلم هستند. روزی روزگاری در هالیوود، نهمین فیلم بلند تارانتینو است و داستان آن در سال ۱۹۶۹ و در لس آنجلس رخ می‌دهد و ماجرای یک بازیگر تلویزیونی رو به افول به‌نام ریک دالتون را دنبال می‌کند که به همراه بدلکار خود، کلیف بوث در جستجوی راهی برای موفقیت در هالیوود هستند و تهدید قریب‌الوقوع تیت‌–‌لابیانکا آن‌ها را درگیر کرده‌است. این فیلم شامل «خط داستانی‌های متعدد در تجلیل قصه پریانی مدرن به لحظات پایانی عصر طلایی هالیوود» است.
خبر ساخت این فیلم، نخستین بار در ژوئیه ۲۰۱۷ اعلام شد. روزی روزگاری در هالیوود، نخستین فیلم تارانتینو است که هاروی واینستین تهیه‌کنندگی آن را برعهده ندارد. به دنبال اتهامات آزار جنسی هاروی واینستین، تارانتینو مجبور به قطع همکاری با کمپانی واینستین شد. سپس در ماه اکتبر اعلام شد که سونی پیکچرز حق ساخت فیلم را خریده‌است. تارانتینو بعد از چندین بار ملاقات و تأیید درخواست‌هایش که شامل اکران نسخه مورد نظر خودش می‌شد، این پیشنهاد را قبول کرد. فیلم‌برداری فیلم از ژوئیه تا نوامبر ۲۰۱۸ به‌طور کامل در لس آنجلس انجام شد. روزی روزگاری در هالیوود آخرین فیلمی است که لوک پری به‌طور رسمی در آن بازی کرده‌است. وی در مارس ۲۰۱۹ درگذشت.
روزی روزگاری در هالیوود نخستین بار در تاریخ ۲۱ مه ۲۰۱۹ در جشنواره کن ۲۰۱۹ به روی پرده رفت. فیلم اکران گسترده خود را از تاریخ ۲۶ ژوئیه ۲۰۱۹ آغاز کرد. کلمبیا پیکچرز، هی‌دی فیلمز و بونا فیلم گروپ مسئولیت اکران جهانی فیلم را برعهده دارند. روزی روزگاری در هالیوود با تحسین جهانی از سوی منتقدان همراه بود و در زمینه فیلم‌نامه، کارگردانی، بازیگری و تصویربرداری و بازسازی فضای دهه ۶۰ هالیوود مورد تحسین قرار گرفت. این فیلم بیش از ۳۷۴ میلیون دلار در سراسر جهان فروش کرد در حالی که بودجه ساخت آن ۹۰ میلیون دلار است که آن را بعد از جنگوی زنجیرگسسته به دومین فیلم پرفروش کارنامه تارانتینو تبدیل می‌کند. هیئت ملی بازبینی فیلم و بنیاد فیلم آمریکا، روزی روزگاری در هالیوود را به عنوان یکی از ۱۰ فیلم برتر سال ۲۰۱۹ انتخاب کردند. روزی روزگاری در هالیوود در مراسم گلدن گلوب در پنج رشته از جمله بهترین بازیگر مرد برای دی‌کاپریو و بهترین کارگردانی نامزد دریافت جایزه بود که در نهایت سه جایزه بهترین فیلم موزیکال یا کمدی، بهترین فیلم‌نامه و بهترین بازیگر نقش مکمل مرد برای برد پیت را به خود اختصاص داد. همچنین در جوایز اسکار، فیلم در ۱۰ رشته از جمله بهترین فیلم، بهترین کارگردانی و بهترین فیلم‌نامه غیراقتباسی نامزد دریافت جایزه بود که در نهایت توانست جایزه اسکار بهترین بازیگر نقش مکمل مرد برای پیت و جایزه اسکار بهترین طراحی صحنه را به خود اختصاص دهد.
تارانتینو رمانی بر پایه این فیلم نوشت که در سال ۲۰۲۱ منتشر و به پرفروش‌ترین کتاب آمازون تبدیل شد و تا یک هفته پس از انتشار نیز در صدر پرفروش‌های نیویورک تایمز قرار داشت. همچنین قرار است که یک سریال وسترن تلویزیونی با عنوان بانتی لاو بر اساس این فیلم ساخته شود. تارانتینو خودش نویسندگی و کارگردانی ۵ قسمت نخست را برعهده خواهد داشت.

## داستان
در فوریه ۱۹۶۹، ریک دالتون، بازیگر هالیوودی و ستاره دههٔ ۵۰ سریال وسترن تلویزیونی "Bounty Law"، معتقد است که دوران بازیگری او سررسیده، زیرا اکثر کارهای اخیر وی حضور به‌عنوان بازیگر مهمان در نقش‌های منفی بوده‌است. ماروین شوارتز که یک بازیگردان است، به او توصیه می‌کند که یک وسترن اسپاگتی را در ایتالیا بسازد و دالتون هم احساس می‌کند که او مناسب این نقش است. کلیف بوث، بهترین دوست و بدلکار دالتون، کلیف بوث - کهنه سرباز جنگ که در یک کاروان به‌همراه سگ پیت بول خود، برندی زندگی می‌کند. بوث به‌دلیل شایعاتی مبنی بر قتل همسرش به‌دنبال یافتن کاری بدلکاری است. شارون تیت بازیگر سینما و همسرش رومن پولانسکی کارگردان سینما، به‌همسایگی دالتون نقل مکان می‌کنند. او امیدوار است تا به‌لطف همسایگی با آن‌ها بتواند دوباره به‌روزهای اوج خود بازگردد.
روز بعد، بوث خاطره ای از نزاعی که با بروس لی در صحنهٔ فیلمبرداری زنبور سبز داشت و منجر به اخراج بوث می‌شود را به‌خاطر می‌آورد. در همین حین، چارلی سرزده به اقامتگاه پولانسکی می‌رود و سراغی از تری ملچر که قبلاً آنجا زندگی می‌کرد می‌گیرد، اما جی سبرینگ او را دست‌به‌سر می‌کند. هنگامی تیت برای انجام کاری بیرون می‌رود تصمیم می‌گیرد تا در تئاتر فاکس بروین توقف کند تا خودش را در فیلم خدمه خرابکار تماشا کند.
دالتون برای بازی در نقش منفی در قسمت اول مجموعهٔ تلویزیونی وسترن لنسر انتخاب می‌شود و با ترودی فریزر، بازیگر هشت ساله، گفتگو می‌کند. در طول فیلمبرداری، دالتون در به‌یادآوردن دیالوگ‌های خود با مشکل مواجه می‌شود و در نتیجه دچار حس سرخوردگی می‌شود. او بعد از یک کشمکش درونی، یک اجرای قوی را ارائه می‌دهد که فریزر و کارگردان را تحت تأثیر قرار می‌دهد.
بوث در راه به یک مسافر سرراهی به‌نام "پوسی‌کت" برمی‌خورد و او را سوار می‌کند. و او را به "مزرعهٔ اسپان" می‌برد، لوکیشنی که زمانی در مجموعهٔ Bounty Law در آنجا کار می‌کرد. او به تعداد زیادی "هیپی" که در آنجا زندگی می‌کنند برمی‌خورد. بوت هنگام ترک آنجا متوجه می‌شود که "کلم" لاستیک ماشین دالتون را سوراخ کرده‌است، بنابراین بوت "کلم" را کتک می‌زند و او را مجبور می‌کند تا لاستیک را عوض کند. "تکس" برای رسیدگی به‌درگیری پیش آمده فراخوانده می‌شود، اما وقتی‌که بوث در حال ترک آنجاست، سر می‌رسد.
شوارتز، پس از تماشای بازی دالتون در قسمتی از سریال The F.B.I، او را به‌عنوان نقش اصلی در سریال وسترن اسپاگتی نبراسکا جیم به سرجو کوربوچی معرفی می‌کند. دالتون بوت را برای شش ماه اقامت در ایتالیا با خود می‌برد و درآنجا سه فیلم دیگر را فیلمبرداری می‌کند و با فرانچسکا کاپوچی ستارهٔ سرشناس ایتالیایی ازدواج می‌کند. دالتون به بوث می‌گوید که دیگر نمی‌تواند از عهدهٔ هزینه‌هایش بربیاید.
در شامگاه ۸ اوت ۱۹۶۹، اولین روز بازگشت آن‌ها به لس‌آنجلس، دالتون و بوث به‌یاد قدیم‌ها با هم برای نوشیدن بیرون می‌روند و سپس به خانهٔ دالتون بازگردند. در همین حال، تیت و سبرینگ با دوستان خود برای شام بیرون می‌روند و سپس به خانهٔ تیت بازمی‌گردند. اعضای خانواده منسون، «تکس»، «سیدی»، «کیتی» و «فلاورچایلد» برای کشتن همهٔ افراد خانهٔ تیت به‌بیرون می‌آیند، اما دالتون متوجه سروصداهایشان شده و آن‌ها مجبور به ترک آنجا می‌کند. با دیدن او، اعضای خانواده برنامه‌های خود را تغییر می‌دهند و به‌جای تیت تصمیم می‌گیرند تا دالتون را بکشند.
با ورود آن‌ها به خانهٔ دالتون، آن‌ها با کاپوچی و بوث روبرو می‌شوند. بوث آن‌ها را از «مزرعهٔ اسپان» به‌یاد می‌آورد و به برندی دستور می‌دهد تا به آن‌ها حمله کند. آن‌ها با هم «تکس» را می‌کشند و «سیدی» را مجروح می‌کنند، با این وجود بوث از ناحیه ران چاقو خورده و پس از کشتن «کتی» از حال می‌رود. دالتون که بی‌خبر از وقایع داخل خانه در استخر خود با هدفون به موسیقی گوش می‌کرد، ناگهان «سیدی» را می‌بیند که به‌درون استخر می‌پرد. دالتون یک شعله افکن را که قبلاً در یک فیلم از آن استفاده می‌کرد را برداشته و «سیدی» را می‌سوزاند. بعد از اینکه بوت را با آمبولانس می‌برند تا درمان شود، سربرینگ و تیت از دالتون برای صرف نوشیدن دعوت می‌کنند که او قبول می‌کند.

## بازیگران

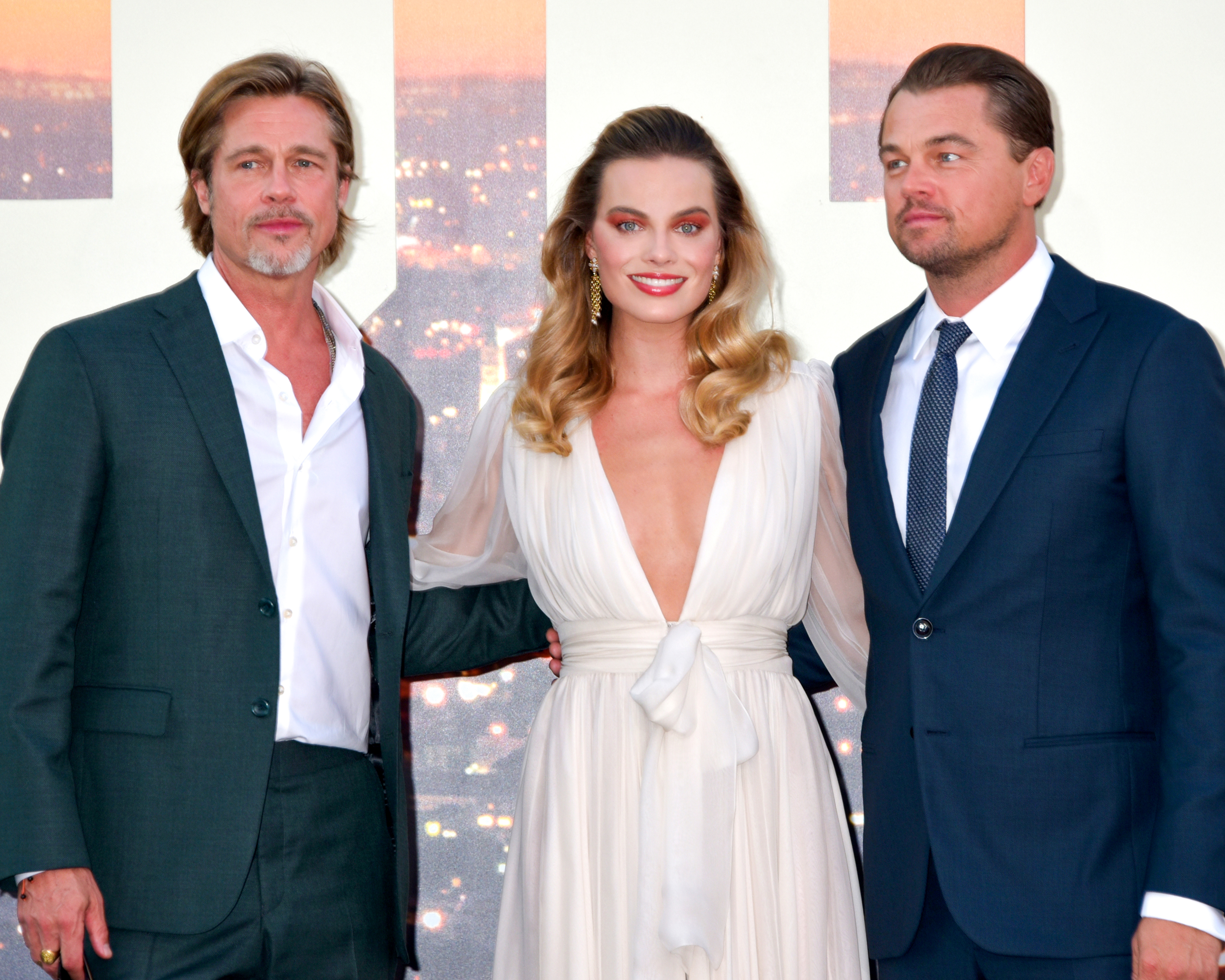
دی‌کاپریو، پیت و رابی در نمایش فیلم در کالیفرنیا، ژوئیه ۲۰۱۹

- لئوناردو دی‌کاپریو در نقش ریک دالتون، بازیگر فیلم‌های وسترن هالیوود در اواخر دهه ۵۰ و اوایل دهه ۶۰ میلادی. برگرفته از شخصیت برت رینولدز
- برد پیت در نقش کلیف بوث، دوست صمیمی و بدلکار ریک. برگرفته از شخصیت هل نیدهام
- مارگو رابی در نقش شارون تیت، بازیگر سینما و همسر باردار کارگردان مشهور؛ رومن پولانسکی
- کرت راسل در نقش رندی، هماهنگ‌کننده بدل‌کار
- تیموتی اولفینت در نقش جیمز استیسی، بازیگر فیلم وسترن لنسر
- داکوتا فانینگ در نقش لینت فروم، عضو خانواده منسن
- لوک پری در نقش وین موندر، بازیگر فیلم وسترن لنسر
- رافائو زاویروخا در نقش رومن پولانسکی، کارگردان مشهور و همسر شارون تیت
- مارگارت کوالی در نقش پوسیکت، عضو خانواده منسن
- آل پاچینو در نقش ماروین شوارتز، مدیر دفتر ریک و تهیه‌کننده هالیوود
- دیمین لوئیس در نقش استیو مک‌کوئین، سوپراستار فیلم‌های هالیوودی
- بروس درن در نقش جرج اسپان
- جولیا باترز در نقش ترودی فریزر
- امیل هرش در نقش جی سبرینگ
- اسکوت مک‌نری در نقش باب گیلبرت
- لورنزا ایزو در نقش فرانچسکا کابوجی
- سیدنی سوئینی در نقش اسنیک
- دیمون هریمن در نقش چارلز منسن، رهبر خانواده منسن
- آستین باتلر در نقش تکس واتسون، عضو خانواده منسن
- لینا دانم در نقش کاترین شِیر، عضو خانواده منسن
- مایک مه در نقش بروس لی، بازیگر مشهور هنگ‌کنگی
- مدیسن بیتی در نقش پاتریسیا کرنوینکل، عضو خانواده منسن
- ویکتوریا پدرتی در نقش لزلی ون هوتن، عضو خانواده منسن
- میکی مدیسن در نقش سوزان اتکینز، عضو خانواده منسن
- مایا هاک در نقش لیندا کاسابین، عضو خانواده منسن
- رومر ویلیس در نقش جوانا پتت
- دریما واکر در نقش کانی استیونز
- کلیفتن کالینز جونیور در نقش ارنستو باکرو

## حواشی
فیلم از همان ابتدای نمایش خود در جشنواره کن و سپس اکران عمومی، با حاشیه‌های مختلفی مواجه شد که عمده این حواشی به تصویرسازی نامتعارف تارانتینو به اشخاص معروف بازمی‌گردد. برای مثال طرفداران و خانواده بروس لی، به تصویری که فیلم از این چهره مشهور هنگ‌کنگی نشان داده بسیار اعتراض کردند. شانون لی، یکی از دختران بروس لی به تندی از فیلم و چهره‌ای که از پدرش نشان داده انتقاد کرد و معتقد است که فیلم تصویری نژادپرستانه
از بروس لی نشان داده و او را فردی مغرور توصیف کرده‌است. مایک مو، بازیگر نقش بروس لی در فیلم دربارهٔ حواشی ایجاد شده گفته‌است: «بروس در ذهن من همیشه مثل یک خدا بوده اما واقعیت این است که بروس با بدلکاران میانه خوبی نداشت و به همه آن‌ها احترام نمی‌گذاشت. من مطمئنم که تارانتینو، بروس را دوست دارد.» صحبت موه، اشاره به یکی از سکانس‌های جنجالی فیلم دارد که در طی آن شخصیت بروس لی در پشت صحنه سریال زنبور سبز با بدلکاری به نام کلیف (با بازی برد پیت) دعوا کرده، و کلیف او را به یک ماشین می‌کوبد. برد پیت به عنوان بازیگر کلیف، اعلام کرد که به نظرش اگر این صحنه در تدوین کمی کوتاه‌تر می‌شد این حواشی پیش نمی‌آمد.
حواشی فیلم فقط محدود به بروس لی نبود و فیلم برای تصویری که از شارون تیت نشان داده نیز مورد بحث قرار گرفت. اصلی‌ترین این حواشی که برخی از آن به عنوان یکی از نقاط ضعف فیلم نیز یاد کردند، حضور کم این شخصیت با بازی مارگو رابی در فیلم و دیالوگ‌های بسیار کم آن بود اما تارانتینو و رابی، هردو با این مسئله مخالف کردند.